# Neil Taylor
Neil John Taylor (St Asaph, 7 febbraio 1989) è un allenatore di calcio ed ex calciatore gallese di origini indiane, di ruolo difensore, attualmente allenatore della squadra emiratina del Gulf United.

## Nazionale
Viene convocato per gli Europei 2016 in Francia.

## Statistiche

### Presenze e reti nei club
Statistiche aggiornate al 26 marzo 2020.
| Stagione            | Squadra             | Campionato          | Campionato | Campionato | Coppe nazionali | Coppe nazionali | Coppe nazionali | Coppe continentali | Coppe continentali | Coppe continentali | Altre coppe | Altre coppe | Altre coppe | Totale | Totale |
| Stagione            | Squadra             | Comp                | Pres       | Reti       | Comp            | Pres            | Reti            | Comp               | Pres               | Reti               | Comp        | Pres        | Reti        | Pres   | Reti   |
| ------------------- | ------------------- | ------------------- | ---------- | ---------- | --------------- | --------------- | --------------- | ------------------ | ------------------ | ------------------ | ----------- | ----------- | ----------- | ------ | ------ |
| 2010-2011           | Swansea City        | FLC                 | 29+1       | 0          | FACup+CdL       | 0+2             | 0               | -                  | -                  | -                  | -           | -           | -           | 32     | 0      |
| 2011-2012           | Swansea City        | PL                  | 36         | 0          | FACup+CdL       | 1+1             | 0               | -                  | -                  | -                  | -           | -           | -           | 38     | 0      |
| 2012-2013           | Swansea City        | PL                  | 6          | 0          | FACup+CdL       | 0               | 0               | -                  | -                  | -                  | -           | -           | -           | 6      | 0      |
| 2013-2014           | Swansea City        | PL                  | 10         | 0          | FACup+CdL       | 3+1             | 0               | UEL                | 6                  | 0                  | -           | -           | -           | 20     | 0      |
| 2014-2015           | Swansea City        | PL                  | 34         | 0          | FACup+CdL       | 0+2             | 0               | -                  | -                  | -                  | -           | -           | -           | 36     | 0      |
| 2015-2016           | Swansea City        | PL                  | 34         | 0          | FACup+CdL       | 0               | 0               | -                  | -                  | -                  | -           | -           | -           | 34     | 0      |
| 2016-gen. 2017      | Swansea City        | PL                  | 11         | 0          | FACup+CdL       | 0+2             | 0               | -                  | -                  | -                  | -           | -           | -           | 13     | 0      |
| Totale Swansea City | Totale Swansea City | Totale Swansea City | 160+1      | 0          |                 | 12              | 0               |                    | 6                  | 0                  |             | -           | -           | 179    | 0      |
| gen.-giu. 2017      | Aston Villa         | FLC                 | 14         | 0          | FACup+CdL       | -               | -               | -                  | -                  | -                  | -           | -           | -           | 14     | 0      |
| 2017-2018           | Aston Villa         | FLC                 | 19         | 0          | FACup+CdL       | 0               | 0               | -                  | -                  | -                  | -           | -           | -           | 19     | 0      |
| 2018-2019           | Aston Villa         | FLC                 | 34         | 0          | FACup+CdL       | 1+2             | 0               | -                  | -                  | -                  | -           | -           | -           | 37     | 0      |
| 2019-2020           | Aston Villa         | PL                  | 10         | 0          | FACup+CdL       | 1+3             | 0               | -                  | -                  | -                  | -           | -           | -           | 14     | 0      |
| Totale Aston Villa  | Totale Aston Villa  | Totale Aston Villa  | 77         | 0          |                 | 6               | 0               |                    | -                  | -                  |             | -           | -           | 74     | 0      |
| Totale carriera     | Totale carriera     | Totale carriera     | 238        | 0          |                 | 19              | 0               |                    | 6                  | 0                  |             | -           | -           | 263    | 0      |

### Cronologia presenze e reti in nazionale
| Cronologia completa delle presenze e delle reti in nazionale ― Croazia | Cronologia completa delle presenze e delle reti in nazionale ― Croazia | Cronologia completa delle presenze e delle reti in nazionale ― Croazia | Cronologia completa delle presenze e delle reti in nazionale ― Croazia | Cronologia completa delle presenze e delle reti in nazionale ― Croazia | Cronologia completa delle presenze e delle reti in nazionale ― Croazia | Cronologia completa delle presenze e delle reti in nazionale ― Croazia | Cronologia completa delle presenze e delle reti in nazionale ― Croazia |
| Data                                                                   | Città                                                                  | In casa                                                                | Risultato                                                              | Ospiti                                                                 | Competizione                                                           | Reti                                                                   | Note                                                                   |
| ---------------------------------------------------------------------- | ---------------------------------------------------------------------- | ---------------------------------------------------------------------- | ---------------------------------------------------------------------- | ---------------------------------------------------------------------- | ---------------------------------------------------------------------- | ---------------------------------------------------------------------- | ---------------------------------------------------------------------- |
| 23-5-2010                                                              | Osijek                                                                 | Croazia                                                                | 2 – 0                                                                  | Galles                                                                 | Amichevole                                                             | -                                                                      | 67’                                                                    |
| 25-5-2011                                                              | Dublino                                                                | Scozia                                                                 | 3 – 1                                                                  | Galles                                                                 | Amichevole                                                             | -                                                                      | 46’                                                                    |
| 27-5-2011                                                              | Dublino                                                                | Galles                                                                 | 2 – 0                                                                  | Irlanda del Nord                                                       | Amichevole                                                             | -                                                                      |                                                                        |
| 10-8-2011                                                              | Cardiff                                                                | Galles                                                                 | 1 – 2                                                                  | Australia                                                              | Amichevole                                                             | -                                                                      |                                                                        |
| 2-9-2011                                                               | Cardiff                                                                | Galles                                                                 | 2 – 1                                                                  | Montenegro                                                             | Qual. Euro 2012                                                        | -                                                                      |                                                                        |
| 6-9-2011                                                               | Londra                                                                 | Inghilterra                                                            | 1 – 0                                                                  | Galles                                                                 | Qual. Euro 2012                                                        | -                                                                      |                                                                        |
| 7-10-2011                                                              | Swansea                                                                | Galles                                                                 | 2 – 0                                                                  | Svizzera                                                               | Qual. Euro 2012                                                        | -                                                                      |                                                                        |
| 11-10-2011                                                             | Sofia                                                                  | Bulgaria                                                               | 0 – 1                                                                  | Galles                                                                 | Qual. Euro 2012                                                        | -                                                                      |                                                                        |
| 27-5-2012                                                              | New Jersey                                                             | Messico                                                                | 2 – 0                                                                  | Galles                                                                 | Amichevole                                                             | -                                                                      | 80’                                                                    |
| 15-8-2012                                                              | Llanelli                                                               | Galles                                                                 | 0 – 2                                                                  | Bosnia ed Erzegovina                                                   | Amichevole                                                             | -                                                                      |                                                                        |
| 14-8-2013                                                              | Cardiff                                                                | Galles                                                                 | 0 – 0                                                                  | Irlanda                                                                | Amichevole                                                             | -                                                                      | 74’                                                                    |
| 11-10-2013                                                             | Cardiff                                                                | Galles                                                                 | 1 – 0                                                                  | Macedonia                                                              | Qual. Mondiali 2014                                                    | -                                                                      | 74’                                                                    |
| 15-10-2013                                                             | Bruxelles                                                              | Belgio                                                                 | 1 – 1                                                                  | Galles                                                                 | Qual. Mondiali 2014                                                    | -                                                                      |                                                                        |
| 16-11-2013                                                             | Cardiff                                                                | Galles                                                                 | 1 – 1                                                                  | Finlandia                                                              | Amichevole                                                             | -                                                                      | 72’                                                                    |
| 5-3-2014                                                               | Cardiff                                                                | Galles                                                                 | 3 – 1                                                                  | Islanda                                                                | Amichevole                                                             | -                                                                      |                                                                        |
| 4-6-2014                                                               | Amsterdam                                                              | Paesi Bassi                                                            | 2 – 0                                                                  | Galles                                                                 | Amichevole                                                             | -                                                                      | 83’                                                                    |
| 9-9-2014                                                               | Andorra la Vella                                                       | Andorra                                                                | 1 – 2                                                                  | Galles                                                                 | Qual. Euro 2016                                                        | -                                                                      |                                                                        |
| 10-10-2014                                                             | Cardiff                                                                | Galles                                                                 | 0 – 0                                                                  | Bosnia ed Erzegovina                                                   | Qual. Euro 2016                                                        | -                                                                      | 57’                                                                    |
| 13-10-2014                                                             | Cardiff                                                                | Galles                                                                 | 2 – 1                                                                  | Cipro                                                                  | Qual. Euro 2016                                                        | -                                                                      |                                                                        |
| 16-11-2014                                                             | Bruxelles                                                              | Belgio                                                                 | 0 – 0                                                                  | Galles                                                                 | Qual. Euro 2016                                                        | -                                                                      |                                                                        |
| 28-3-2015                                                              | Haifa                                                                  | Israele                                                                | 0 – 3                                                                  | Galles                                                                 | Qual. Euro 2016                                                        | -                                                                      |                                                                        |
| 12-6-2015                                                              | Cardiff                                                                | Galles                                                                 | 1 – 0                                                                  | Belgio                                                                 | Qual. Euro 2016                                                        | -                                                                      |                                                                        |
| 3-9-2015                                                               | Nicosia                                                                | Cipro                                                                  | 0 – 1                                                                  | Galles                                                                 | Qual. Euro 2016                                                        | -                                                                      |                                                                        |
| 6-9-2015                                                               | Cardiff                                                                | Galles                                                                 | 0 – 0                                                                  | Israele                                                                | Qual. Euro 2016                                                        | -                                                                      |                                                                        |
| 10-10-2015                                                             | Zenica                                                                 | Bosnia ed Erzegovina                                                   | 2 – 0                                                                  | Galles                                                                 | Qual. Euro 2016                                                        | -                                                                      | 84’                                                                    |
| 13-11-2015                                                             | Cardiff                                                                | Galles                                                                 | 2 – 3                                                                  | Paesi Bassi                                                            | Amichevole                                                             | -                                                                      | 65’                                                                    |
| 28-3-2016                                                              | Kiev                                                                   | Ucraina                                                                | 1 – 0                                                                  | Galles                                                                 | Amichevole                                                             | -                                                                      | 72’                                                                    |
| 5-6-2016                                                               | Solna                                                                  | Svezia                                                                 | 3 – 0                                                                  | Galles                                                                 | Amichevole                                                             | -                                                                      |                                                                        |
| 11-6-2016                                                              | Bordeaux                                                               | Galles                                                                 | 2 – 1                                                                  | Slovacchia                                                             | Euro 2016 - 1º turno                                                   | -                                                                      |                                                                        |
| 16-6-2016                                                              | Lens                                                                   | Inghilterra                                                            | 2 – 1                                                                  | Galles                                                                 | Euro 2016 - 1º turno                                                   | -                                                                      |                                                                        |
| 20-6-2016                                                              | Tolosa                                                                 | Russia                                                                 | 0 – 3                                                                  | Galles                                                                 | Euro 2016 - 1º turno                                                   | 1                                                                      |                                                                        |
| 25-6-2016                                                              | Parigi                                                                 | Galles                                                                 | 1 – 0                                                                  | Irlanda del Nord                                                       | Euro 2016 - Ottavi di finale                                           | -                                                                      | 58’                                                                    |
| 1-7-2016                                                               | Lilla                                                                  | Galles                                                                 | 3 – 1                                                                  | Belgio                                                                 | Euro 2016 - Quarti di finale                                           | -                                                                      |                                                                        |
| 6-7-2016                                                               | Lione                                                                  | Portogallo                                                             | 2 – 0                                                                  | Galles                                                                 | Euro 2016 - Semifinale                                                 | -                                                                      |                                                                        |
| 5-9-2016                                                               | Cardiff                                                                | Galles                                                                 | 4 – 0                                                                  | Moldavia                                                               | Qual. Mondiali 2018                                                    | -                                                                      |                                                                        |
| 6-10-2016                                                              | Vienna                                                                 | Austria                                                                | 2 – 2                                                                  | Galles                                                                 | Qual. Mondiali 2018                                                    | -                                                                      | 90+1’                                                                  |
| 9-10-2016                                                              | Cardiff                                                                | Galles                                                                 | 1 – 1                                                                  | Georgia                                                                | Qual. Mondiali 2018                                                    | -                                                                      | 70’                                                                    |
| 12-11-2016                                                             | Cardiff                                                                | Galles                                                                 | 1 – 1                                                                  | Serbia                                                                 | Qual. Mondiali 2018                                                    | -                                                                      |                                                                        |
| 24-3-2017                                                              | Dublino                                                                | Irlanda                                                                | 0 – 0                                                                  | Galles                                                                 | Qual. Mondiali 2018                                                    | -                                                                      | 69’                                                                    |
| 10-11-2017                                                             | Saint-Denis                                                            | Francia                                                                | 2 – 0                                                                  | Galles                                                                 | Amichevole                                                             | -                                                                      |                                                                        |
| 14-11-2017                                                             | Cardiff                                                                | Galles                                                                 | 1 – 1                                                                  | Panama                                                                 | Amichevole                                                             | -                                                                      |                                                                        |
| 20-3-2019                                                              | Wrexham                                                                | Galles                                                                 | 1 – 0                                                                  | Trinidad e Tobago                                                      | Amichevole                                                             | -                                                                      |                                                                        |
| 6-9-2019                                                               | Cardiff                                                                | Galles                                                                 | 2 – 1                                                                  | Azerbaigian                                                            | Qual. Euro 2020                                                        | -                                                                      | 80’                                                                    |
| Totale                                                                 |                                                                        | Presenze                                                               | 43                                                                     |                                                                        | Reti                                                                   | 1                                                                      |                                                                        |

## Palmarès

### Club

#### Competizioni nazionali
- Coppa di Lega inglese: 1

Swansea City: 2012-2013